# 건안
건안(建安)은 중국 후한 헌제의 세 번째 연호이다. 196년 1월에서 220년 3월까지 24년 3개월 동안 사용하였다. 반면 촉나라에서는 221년까지, 오나라에서는 222년까지 건안 연호를 계속 사용하였다.

## 개원
흥평(興平) 3년 1월 7일(196년 2월 23일)에 연호를 건안으로 개원함.

## 연대대조표
| 건안                | 원년       | 2년        | 3년        | 4년        | 5년        | 6년        | 7년        | 8년        | 9년        | 10년       |
| 서력                | 196년      | 197년      | 198년      | 199년      | 200년      | 201년      | 202년      | 203년      | 204년      | 205년      |
| 육십간지 (六十干支) | 병자(丙子) | 정축(丁丑) | 무인(戊寅) | 기묘(己卯) | 경진(庚辰) | 신사(辛巳) | 임오(壬午) | 계미(癸未) | 갑신(甲申) | 을유(乙酉) |
| 건안                | 11년       | 12년       | 13년       | 14년       | 15년       | 16년       | 17년       | 18년       | 19년       | 20년       |
| 서력                | 206년      | 207년      | 208년      | 209년      | 210년      | 211년      | 212년      | 213년      | 214년      | 215년      |
| 육십간지 (六十干支) | 병술(丙戌) | 정해(丁亥) | 무자(戊子) | 기축(己丑) | 경인(庚寅) | 신묘(辛卯) | 임진(壬辰) | 계사(癸巳) | 갑오(甲午) | 을미(乙未) |
| 건안                | 21년       | 22년       | 23년       | 24년       | 25년       | 26년       | 27년       |            |            |            |
| 서력                | 216년      | 217년      | 218년      | 219년      | 220년      | 221년      | 222년      |            |            |            |
| 육십간지 (六十干支) | 병신(丙申) | 정유(丁酉) | 무술(戊戌) | 기해(己亥) | 경자(庚子) | 신축(辛丑) | 임인(壬寅) |            |            |            |

## 같이 보기
- 중국의 연호

| 이전 연호 흥평(興平) | 중국의 연호 후한(後漢) | 다음 연호 연강(延康) 장무(章武) <촉나라> 황무(黃武) <오나라> |